# Steve Roach
Steve Roach (n. 16 februarie 1955, La Mesa, California) este un compozitor și interpret din Statele Unite de muzică ambient și tribal-ambient, lucrările sale sunt de asemenea classificate și în genurile space, drone, New Age, și muzică electronică. Roach este recunoscut drept "unul din inovatorii de frunte ai muzicii electronice contemporane."

## Scurtă biografie
Inițial, un participant la cursele de motocicletă, la vârsta de 20 de ani, Roach învăță singur să cânte la sintetizator după ce e inspirat de artiști și trupe influente, care utilizau în procesul de creație sintetizatorul, cum ar fi Tangerine Dream, Klaus Schulze, și Vangelis. Albumul sau de debut Now a apărut în 1982, urmat de Structures from Silence în 1984. În 1988, el își lansează aclamatele sale serii Quiet Music, împreună cu dublul-album Dreamtime Return, fiind descris de critici drept capodoperele sale.

## Discografie

### Albume solo
- Now (1982) – re-publicat pe Now / Traveler în 1992
- Traveler (1983) – re-publicat pe Now / Traveler în 1992
- Structures from Silence (1984) – re-masterizat 2001
- Quiet Music 1 (1986) – casetă, 1988/1999
- Empetus (1986) – re-masterizat în 2008 ca o colecție pe 2-CD-uri
- Quiet Music 2 (1986) – casetă, 1988/1999
- Quiet Music 3 (1986) – casetă,  1988/1999
- Quiet Music (1988) – compltat ca un dublu CD Quiet Music: Complete Edition în 1999
- Dreamtime Return (1988) – 2 disc-uri, re-masterizat în 2005
- World's Edge (1992) – 2 disc-uri
- Origins (1993)
- The Dream Circle (1994)
- Artifacts (1994)
- The Dreamer Descends (1995) – CD de 3-inch
- The Magnificent Void (1996)
- On This Planet (1997)
- Slow Heat (1998)
- Atmospheric Conditions (1999)
- Light Fantastic (1999)
- Early Man (2000) – 2 disc-uri
- Midnight Moon (2000)
- Time of the Earth (2001)
- Core (2001)
- Streams & Currents (2001)
- Darkest Before Dawn (2002)
- Mystic Chords & Sacred Spaces (2003) – 4 disc-uri
- Life Sequence (2003)
- Fever Dreams (2004)
- Holding the Space: Fever Dreams II (2004)
- Places Beyond: The Lost Pieces Vol. 4 (2004) – rarities collection
- Possible Planet (2005)
- New Life Dreaming (2005)
- Immersion : One (2006)
- Proof Positive (2006)
- Kairos: The Meeting of Time and Destiny (2006) – CD + DVD
- Immersion : Two (2006)
- Fever Dreams III (2007) – 2 disc-uri
- Immersion : Three (2007) – 3 disc-uri
- A Deeper Silence (2008)
- Dynamic Stillness (2009) – 2 disc-uri
- Destination Beyond (2009)
- Afterlight (2009)
- Immersion : Four (2009)
- Sigh of Ages (2010)
- Immersion Five – Circadian Rhythms (2011)
- Groove Immersion (2012)[4]
- Back to Life (2012)[4]

### Albume în colaborare
- Moebius (1979) – ca membru al trupei Moebius
- Western Spaces (1987) – cu Kevin Braheny
- The Leaving Time (1988) – cu Michael Shrieve
- Desert Solitaire (1989) – cu Michael Stearns și Kevin Braheny
- Strata (1990) – cu Robert Rich
- Australia: Sound of the Earth (1990) – cu David Hudson și Sarah Hopkins
- Forgotten Gods (1992) – cu Jorge Reyes & Suso Saiz ca Suspended Memories
- Soma (1992) – cu Robert Rich
- Ritual Ground (1993) – cu Elmar Schulte
- Earth Island (1994) – cu Jorge Reyes & Suso Saiz ca Suspended Memories
- Kiva (1995) – cu Michael Stearns și Ron Sunsinger
- Well of Souls (1995) – 2 disc-uri, cu Vidna Obmana
- Halcyon Days (1996) – cu Stephen Kent și Kenneth Newby
- Cavern of Sirens (1997) – cu Vidna Obmana
- Dust to Dust (1998) – cu Roger King
- Ascension of Shadows: Meditations for the Millennium (1999) – 3 disc-uri, cu Vidna Obmana (re-lansat în 2009 ca trei albume separate)
- Body Electric (1999) – cu Vir Unis
- Vine ~ Bark & Spore (2000) – cu Jorge Reyes
- Circles & Artifacts (2000) – cu Vidna Obmana
- The Serpent's Lair (2000) – 2 disc-uri, cu Byron Metcalf
- Prayers to the Protector (2000) – cu Thupten Pema Lama
- Blood Machine (2001) – cu Vir Unis
- InnerZone (2002) – cu Vidna Obmana
- Trance Spirits (2002) – cu Jeffrey Fayman, Robert Fripp & Momodou Kah
- Mantram (2004) – cu Byron Metcalf și Mark Seelig
- Terraform (2006) – cu Loren Nerell (reissued in 2009)
- The Shaman's Heart (2006) – cu Byron Metcalf
- Somewhere Else (Ascension of Shadows I) (2008) – cu Vidna Obmana
- The Memory Pool (Ascension of Shadows II)  (2008) – cu Vidna Obmana
- Revealing the Secret (Ascension of Shadows III)  (2008) – cu Vidna Obmana
- Nada Terma (2008) – cu Byron Metcalf și Mark Seelig
- Stream of Thought (2009) – cu Erik Wøllo
- Dream Tracker (2010) – cu Byron Metcalf și Dashmesh Khalsa
- Nightbloom (2010) – cu Mark Seelig
- The Desert Inbetween (2011) – cu Brian Parnham
- The Road Eternal (2011) – cu Erik Wøllo
- Shaman's Heart II: The Healing Journey (2011) – cu Byron Metcalf

### Albume Live
- Stormwarning (1989)
- Live Archive (2000) –  with Vidna Obmana (re-lansat în 2009 cu 2-disc-uri Spirit Dome – Live Archive)
- All Is Now (2002) – 2 disc-uri
- Spirit Dome (2004) – with Vidna Obmana (re-lansat în 2009 cu 2-disc-uri Spirit Dome – Live Archive)
- Storm Surge: Steve Roach Live at NEARfest (2006)
- Arc of Passion (2008) – 2 discs
- Landmass (2008)
- Live at Grace Cathedral (2010)
- Live at SoundQuest Fest (2011) – cu Byron Metcalf, Brian Parnharn, și Dashmesh Khalsa[5]
- Journey of One (2011)

### Albume compilație
- The Lost Pieces (1993) – colecție rarități
- Truth & Beauty: The Lost Pieces Volume Two (1999) – colecție rarități
- Dreaming... Now, Then: A Retrospective 1982–1997 (1999) – 2 disc-uri
- Pure Flow: Timeroom Editions Collection 1 (2001)
- Day Out of Time (2002)
- Space and Time: An Introduction to the Soundworlds of Steve Roach (2003)
- Texture Maps: The Lost Pieces Vol. 3 (2003) – colecție rarități
- Quiet Music: The Original 3-Hour Collection (2011)